# Franjo Rački

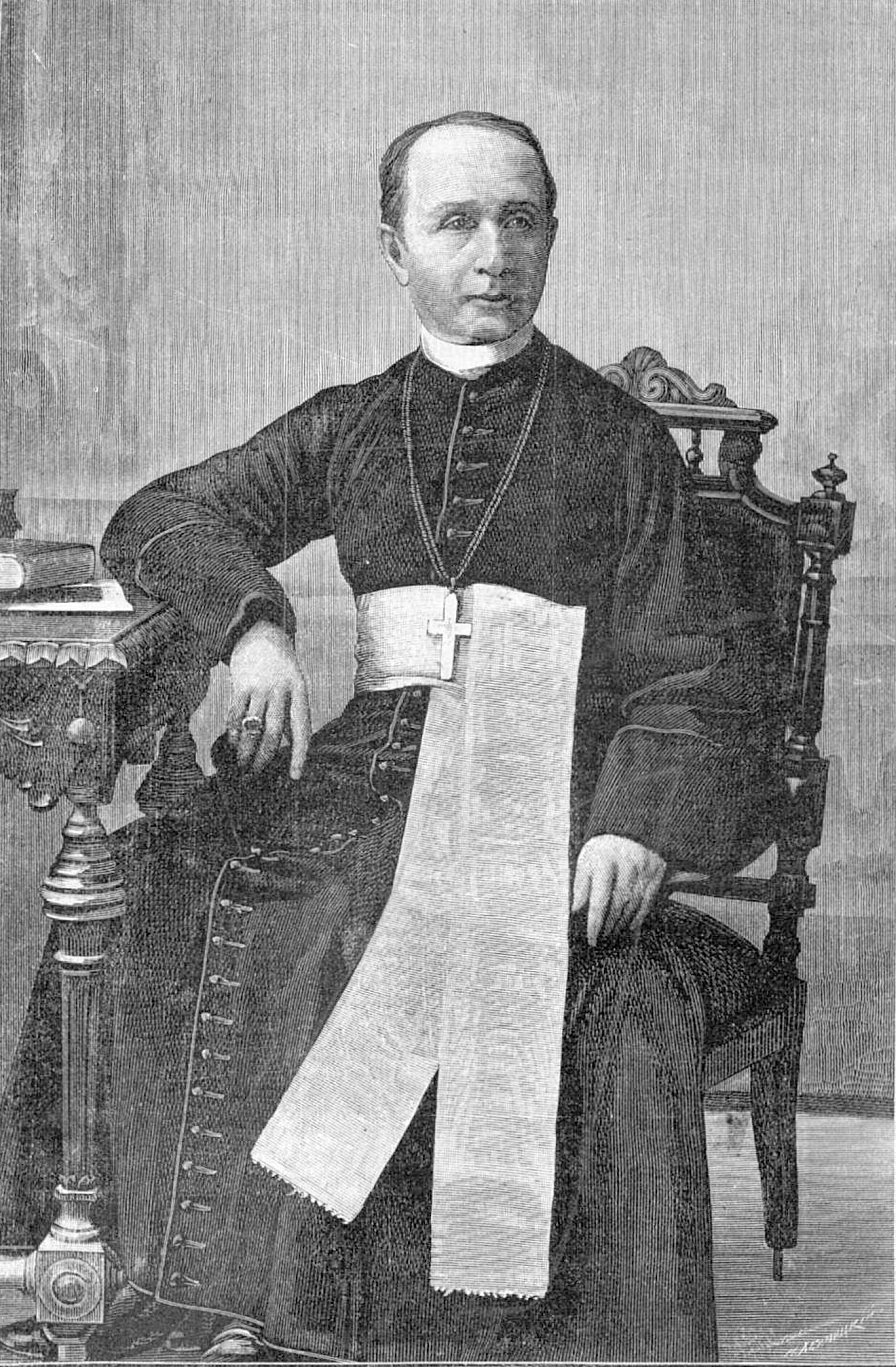
Franjo Rački

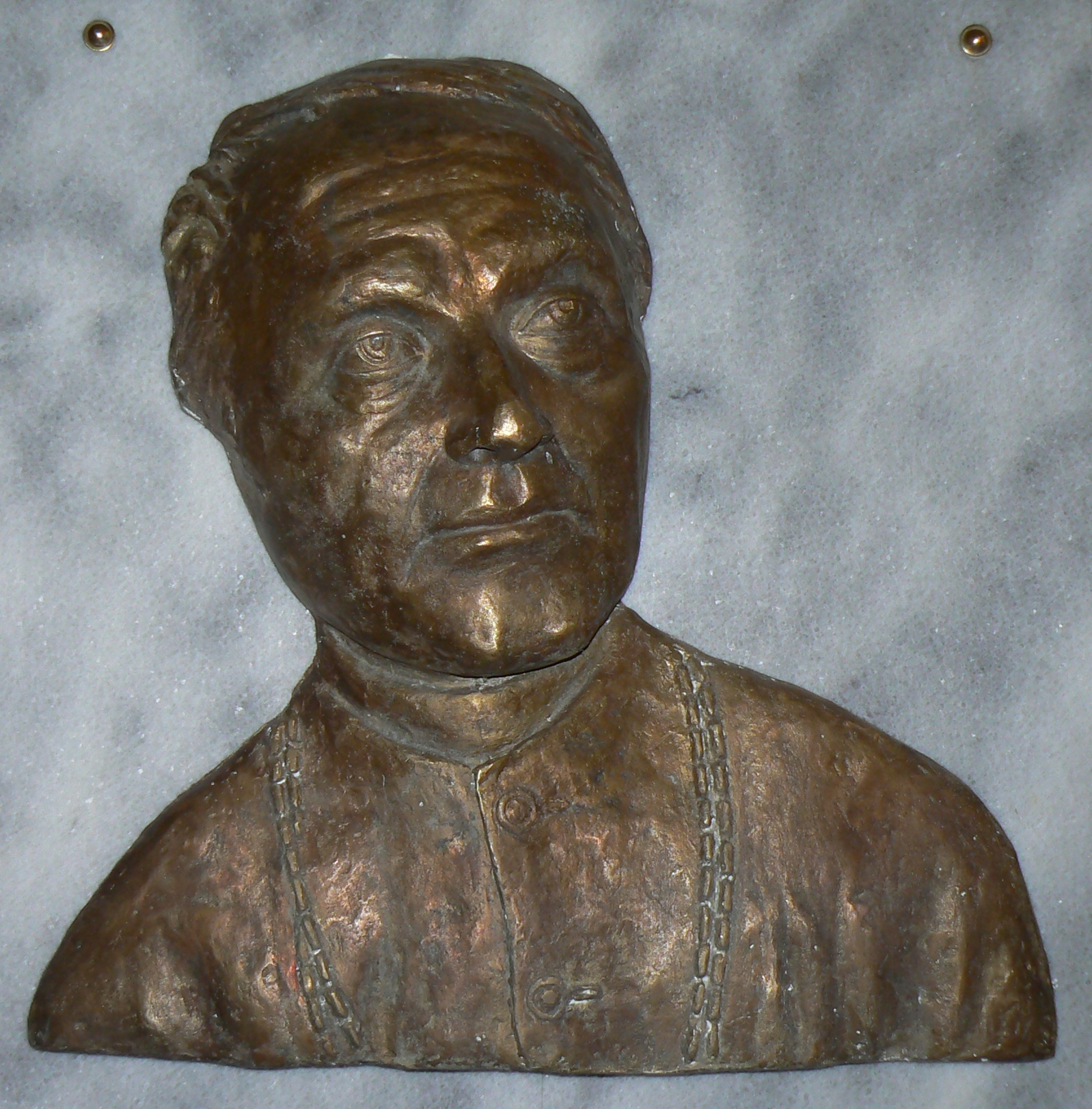
Franjo Rački

Franjo Rački, född 25 november 1828 i Fužine, död 13 februari 1894 i Zagreb, var en kroatisk historiker.
Rački blev 1855 professor i kyrkohistoria och kanonisk rätt vid teologiska seminariet i Senj, 1857 kanonik i Rom och 1860 skolinspektör i Kroatien. År 1866 valdes han till president i Sydslaviska akademien, men regeringen vägrade att sanktionera valet. Sina första vetenskapliga studier ägnade han Kyrillos och Methodios, Viek i djelovanje sv. Cirila i Metoda (1857, 1859). Tillsammans med Josip Torbar och Vatroslav Jagić utgav han 1864-66 tidskriften "Književnik", i vilken han publicerade sin kritiska granskning av källorna till den serbiska och kroatiska medeltidshistorien (Ocenja starijih izvora za hrvatsku i srbsku poviest srednjega vieka). Bland hans filologiska och kyrkohistoriska skrifter märks en edition av ett glagolitiskt evangelium i Vatikanen och Bogomili i Patareni.
De viktigaste resultaten av Račkis historiska arkivforskningar var Pokret na slavenskom jugu koncern XIV. i početkom XV. stoljeća (Rörelsen i slaviska södern vid slutet av 1300- och början av 1400-talen), Borba južnih Slovena za državnu neodvislost u XI. vieku (Sydslavernas kamp för sin statsrättsliga oavhängighet på 1000-talet), studier över Petar Zrinski och Frankopan - samtliga publicerade i "Rad" samt en upplaga av Vinodolkodexen och Documenta historiæ Croatiæ periodum antiquum illustrantia (1877).